# مهدی چمن‌آرا
مهدی چمن‌آرا (انگلیسی: Mehdi Chamanara؛ زاده ۱۴ آوریل ۱۹۸۷) یک بازیکن فوتبال اهل ایران است.